# La penitencia de San Juan Crisóstomo (Durero)
La penitencia de San Juan Crisóstomo es un grabado sobre cobre del artista renacentista alemán Alberto Durero que data alrededor de 1497.

## Descripción
Juan Crisóstomo es visible al fondo en el borde izquierdo: se le representa arrastrándose a cuatro patas, desnudo y con luenga barba. Su pie izquierdo queda oculto por un macizo rocoso cubierto de plantas en el primer plano de la composición, donde una joven desnuda, de cabello largo y ondulado, sentada con las piernas cruzadas sobre un bloque de piedra, amamanta a un niño pequeño. Sus rodillas están aproximadamente al mismo nivel en la imagen que Crisóstomo arrastrándose al fondo, aproximadamente en la parte superior del tercio inferior. Detrás de Crisóstomo se ven varios árboles y una ciudad medieval con murallas, torres y almenas, con un paisaje montañoso detrás.
El monograma de Durero está en la parte inferior, aproximadamente en el centro, cerca de los pies de la joven.

## Modelo y posteridad

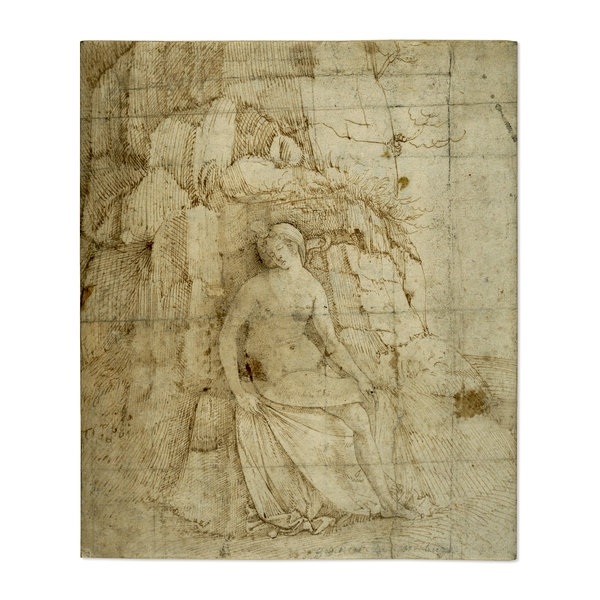
Jacopo de'Barbari, Cleopatra.